# Johann Gottfried Grund

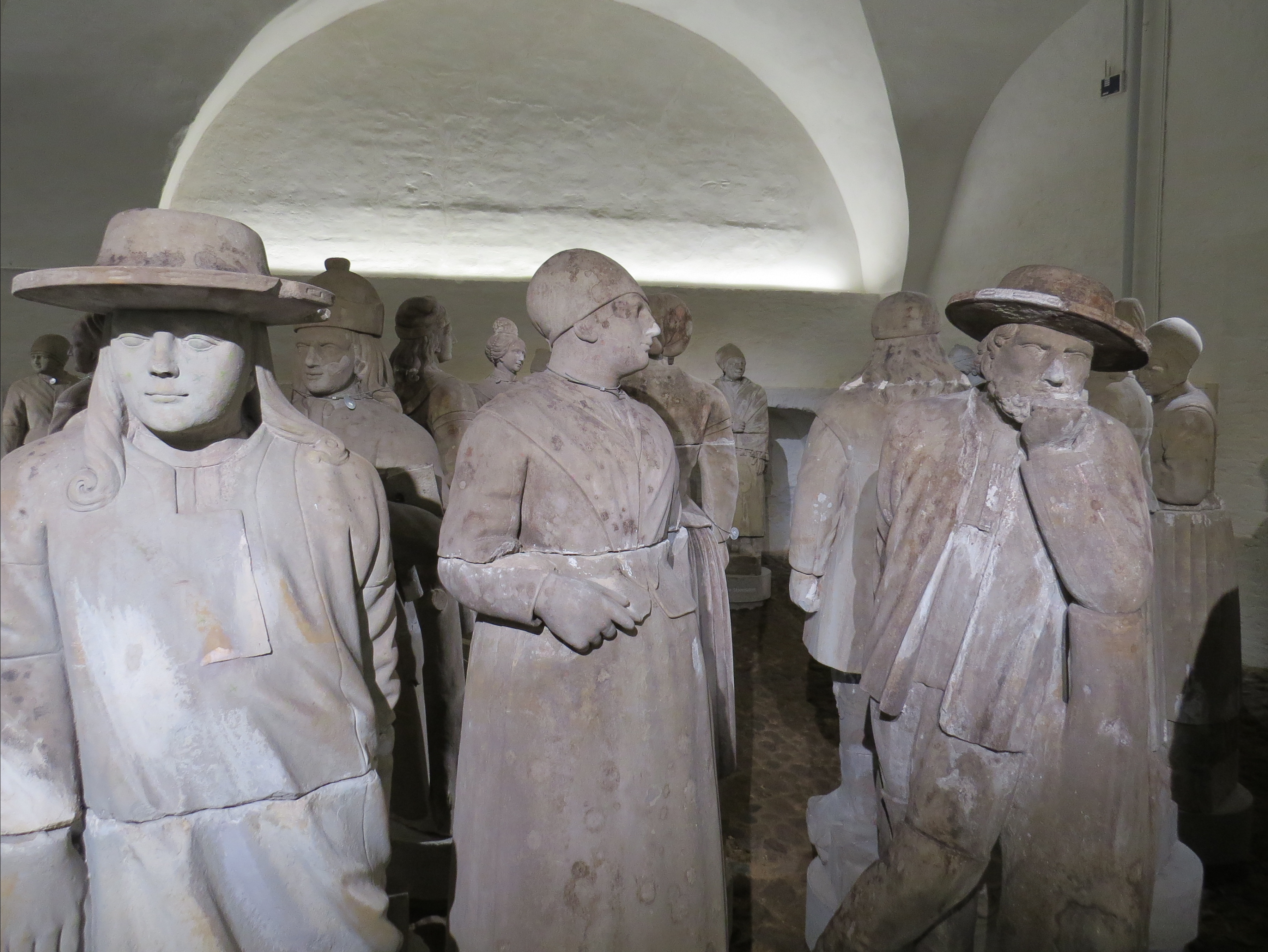
Sandstensfigurer från Nordmandsdalen vid Fredensborg, nu i Kongernes Lapidarium, Köpenhamn

Johann Gottfried Grund, född 1733, död 1796, var en tysk-dansk skulptör.
Johann Gottfried Grund kom efter studier i Berlin till Köpenhamn, där han 1761 blev bildhuggare. Förutom marmorsarkofager i Petrikyrkan i Köpenhamn är han främst känd för sina arbeten vid Fredensborg, särskilt sandstensfigurerna i parken.